# Poplar Bluff
Poplar Bluff is een plaats (city) in de Amerikaanse staat Missouri, en valt bestuurlijk gezien onder Butler County.

## Demografie
Bij de volkstelling in 2000 werd het aantal inwoners vastgesteld op 16.651.
In 2006 is het aantal inwoners door het United States Census Bureau geschat op 17.059, een stijging van 408 (2,5%).

## Geografie
Volgens het United States Census Bureau beslaat de plaats een oppervlakte van
30,0 km², geheel bestaande uit land. Poplar Bluff ligt op ongeveer 110 m boven zeeniveau.

## Plaatsen in de nabije omgeving
De onderstaande figuur toont nabijgelegen plaatsen in een straal van 28 km rond Poplar Bluff.

## Geboren
- Glyn Paque (1906-1953),  altsaxofonist en klarinettist